# Kamenica (Valjevo)
Kamenica (serbisches-kyrillisch: Каменица) ist ein Dorf in Westserbien. Das Dorf wird oft auch Valjevska Kamenica genannt, dies bezieht sich auf die nahe Stadt Valjevo, da es in Serbien, mehrere Ortschaften mit dem Namen Kamenica gibt.

## Geographie und Bevölkerung
Das Dorf liegt in der Opština Valjevo, im Okrug Kolubara in der westlichen Podgorina, einer historischen Region. Kamenica hatte bei der Volkszählung 2011 868 Einwohner, während es 2002 noch 1009 Einwohner waren. Nach den letzten drei Bevölkerungsstatistiken fällt die Einwohnerzahl weiter. 
Die Bevölkerung setzt sich aus Serben zusammen. Kamenica besteht aus 363 Haushalten. Das Dorf liegt am Bach Kamenica, ebenfalls im Dorfgebiet besteht ein kleiner See, das Kameničko Jezero. Das Dorf liegt an einem Bahngleis. 

### Demographie
| Jahr | Einwohnerzahl |
| ---- | ------------- |
| 1948 | 1534          |
| 1953 | 1546          |
| 1961 | 1632          |
| 1971 | 1443          |
| 1981 | 1371          |
| 1991 | 1131          |
| 2002 | 1009          |
| 2011 | 868           |

## Opština Kamenica
Bis zum Jahre 1965, war dieses Dorf, der Sitz der Opština Kamenica. Diese Gemeinde bestand aus den Dörfern: Beomužević, Bobova, Gornja Bukovica, Kamenica, Majinović, Miličinica, Oglađenovac, Osladić, Pričević, Sitarice, Stanina Reka, Stapar, Suvodanje, Tupanci, Vlaščić und Vragočanica. Mit Auflösung der Gemeinde, ist das gesamte Gebiet, der ehemaligen Gemeinde Kamenica, zu einem Teil der Gemeinde Valjevo geworden.

## Infrastruktur
Im Dorf steht die Grundschule Milovan Glišić. Kamenica ist Sitz einer lokalen Gemeinschaft (Mesna Zajednica).

## Religion
Die Bevölkerung von Kamenica bekennt sich zur Serbisch-orthodoxen Kirche. Im Ort steht die Serbisch-orthodoxe Pfarrkirche Hl. Nikolaus. Die Kirche gehört zum Dekanat Podgorina der Eparchie Valjevo der Serbisch-orthodoxen Kirche. Derzeitiger Priester ist Čedomir Simić.
Im Dorfzentrum steht das Dorfkreuz geweiht dem Petrovdan, dem Feiertag der Hl. Aposteln Peter und Paul. 

## Galerie

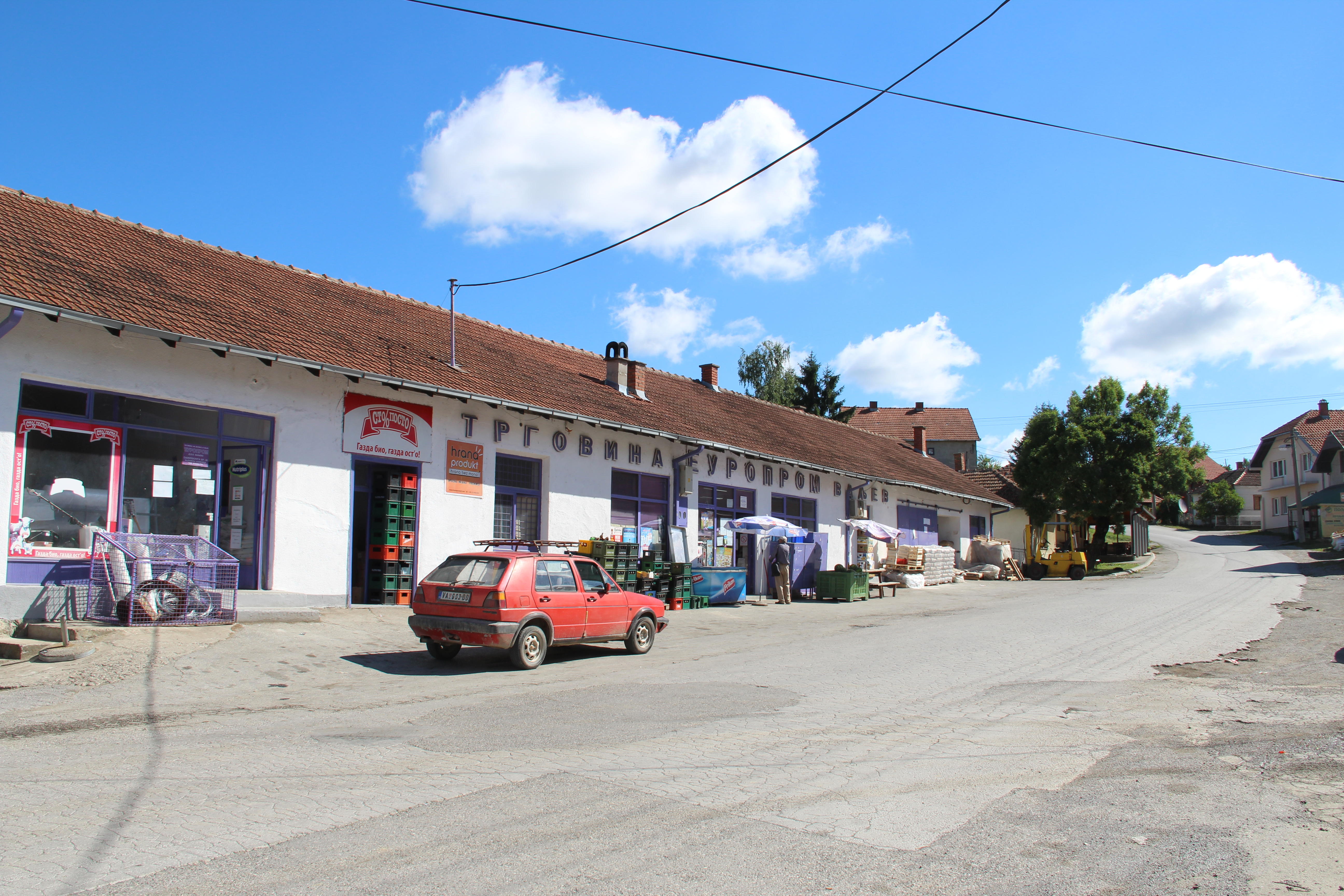
Geschäft im Dorfzentrum
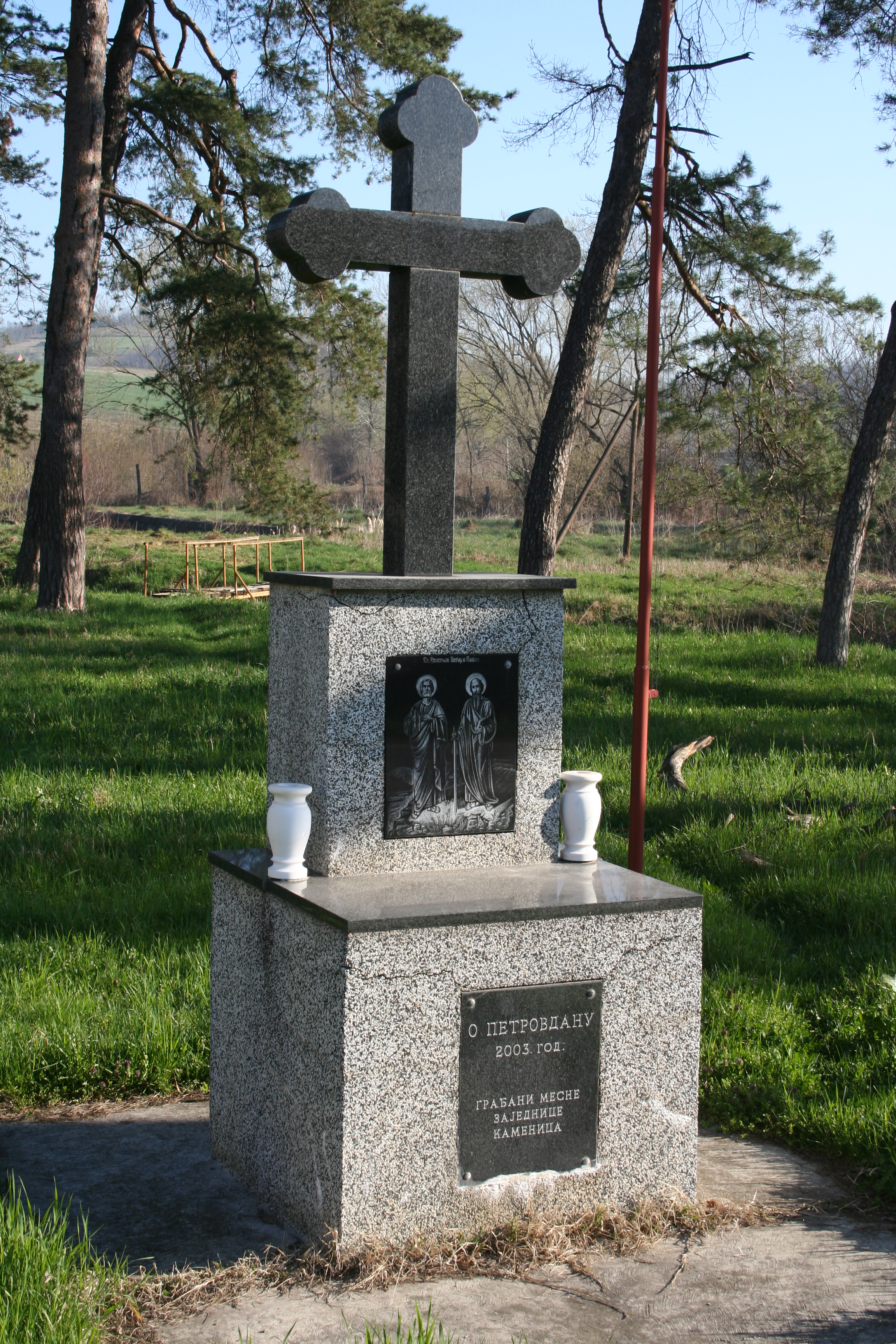
Dorfkreuz im Dorfzentrum
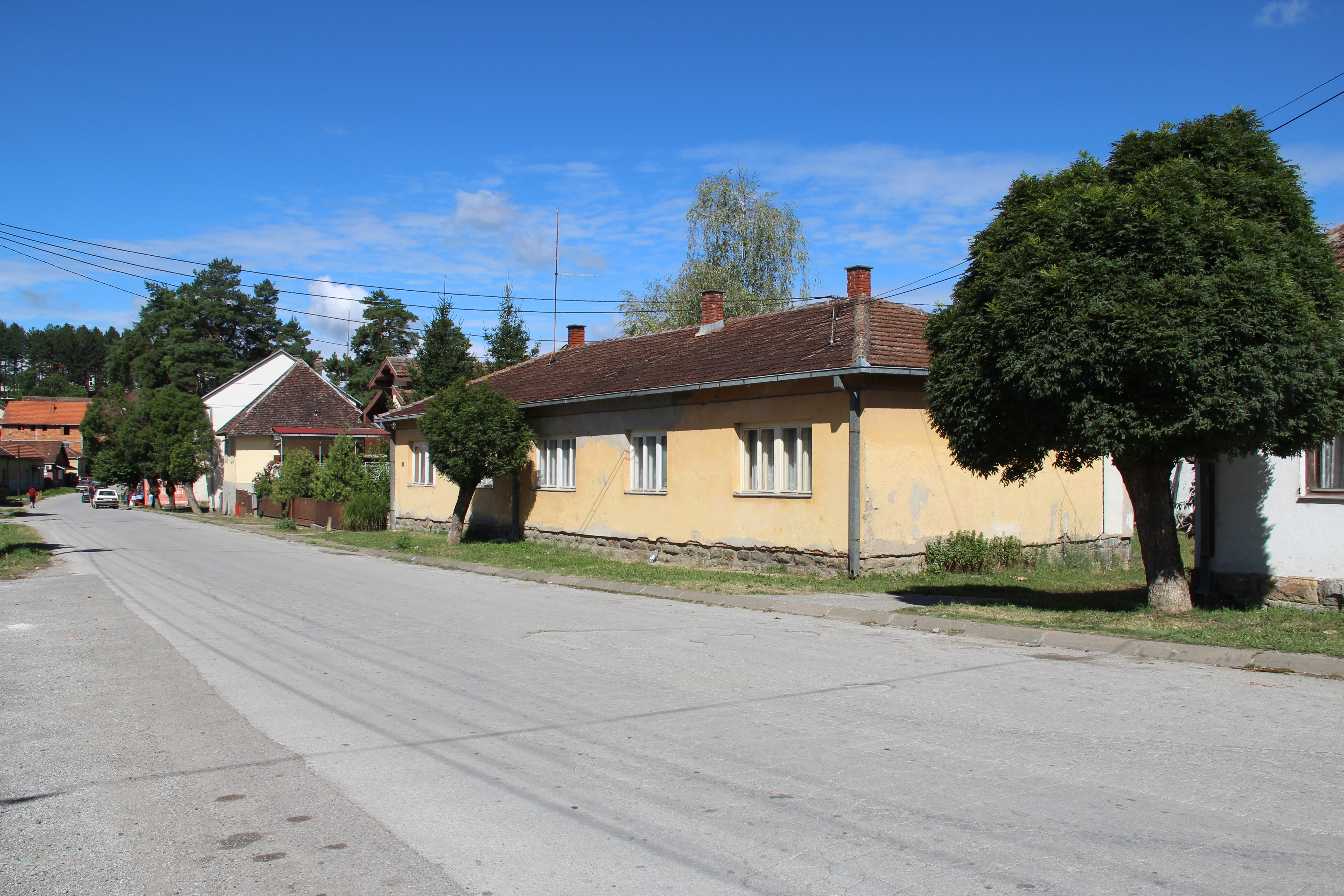
Alte Häuser im Dorfkern
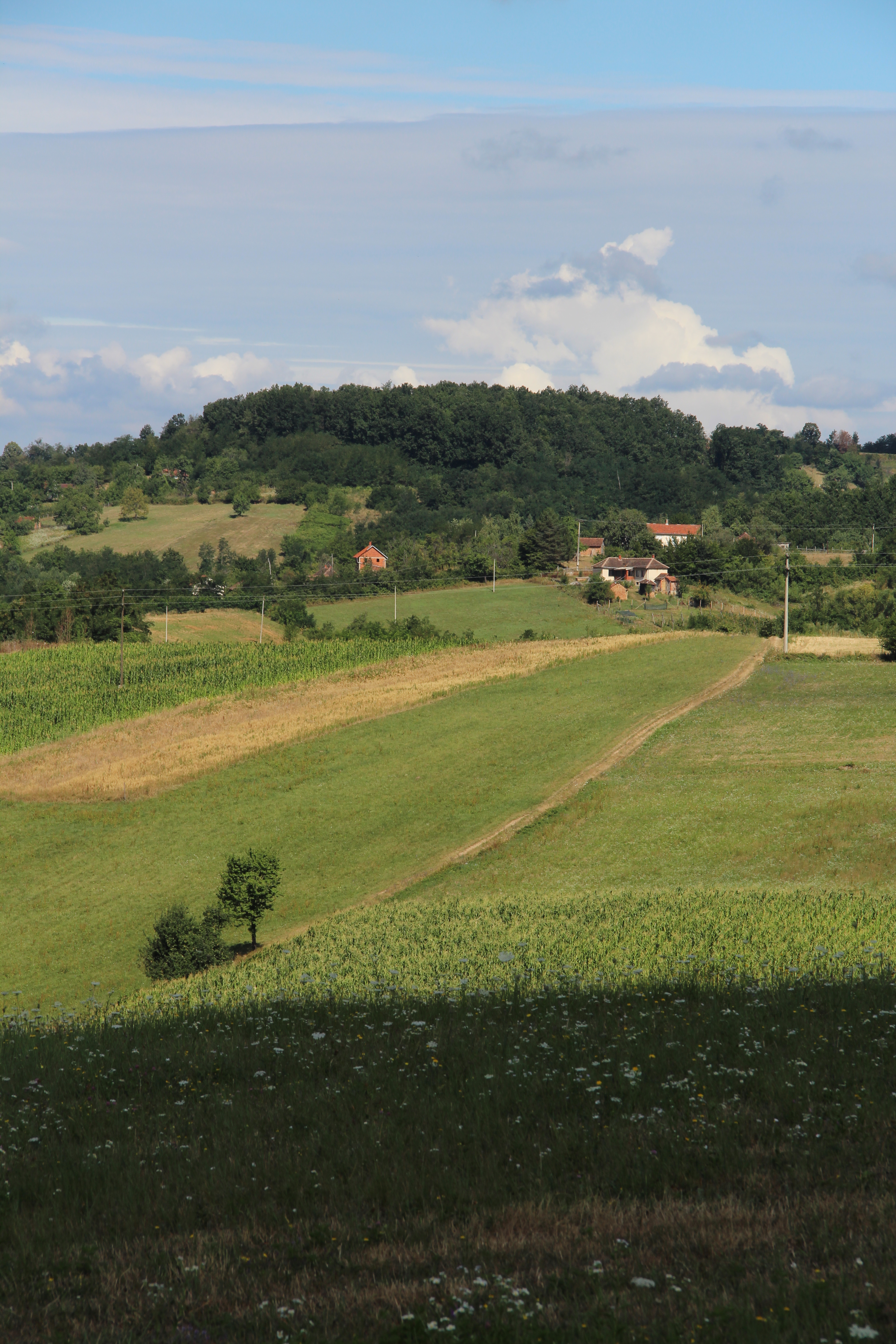
Felder um Kamenica
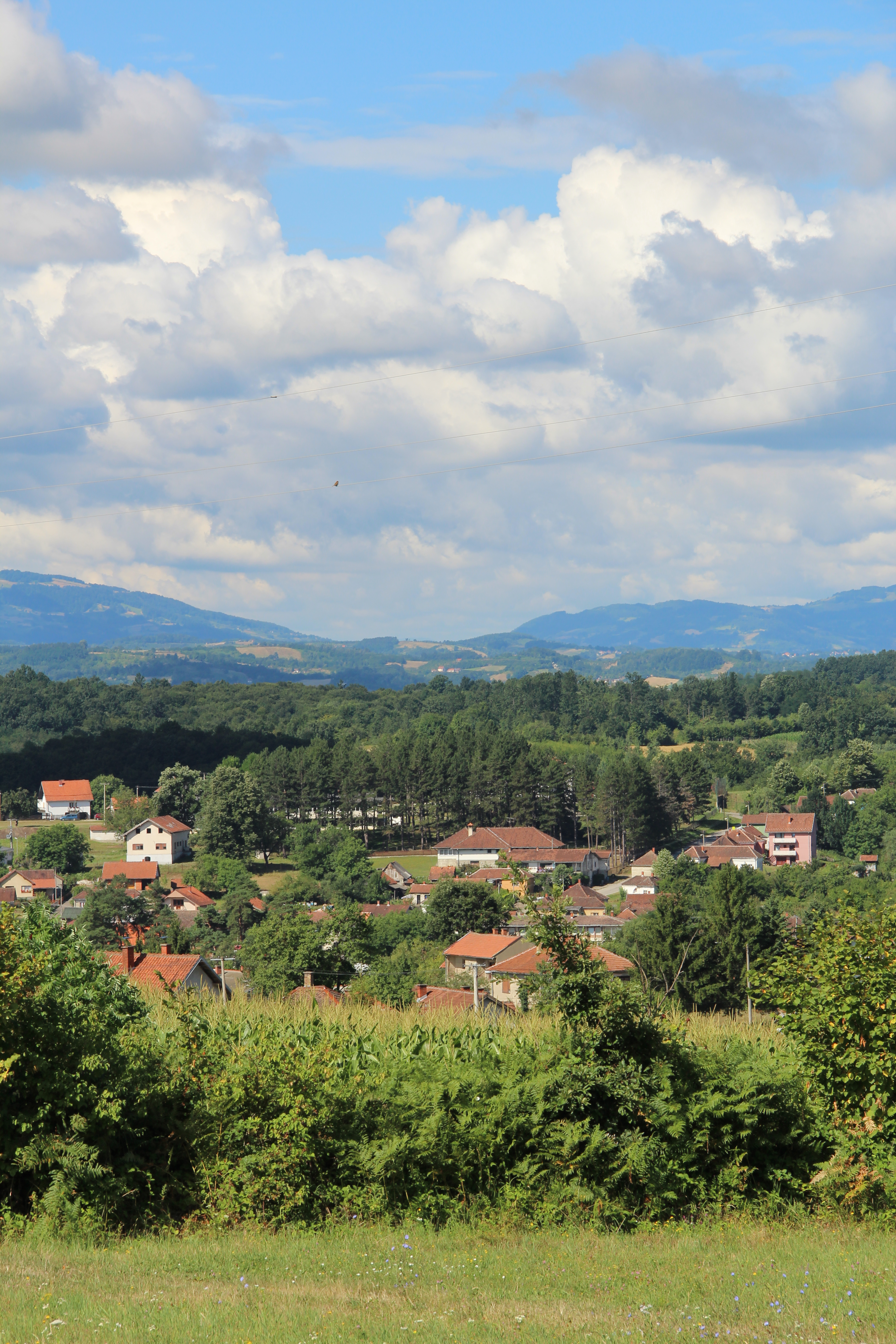
Blick auf Kamenica und die Umgebung
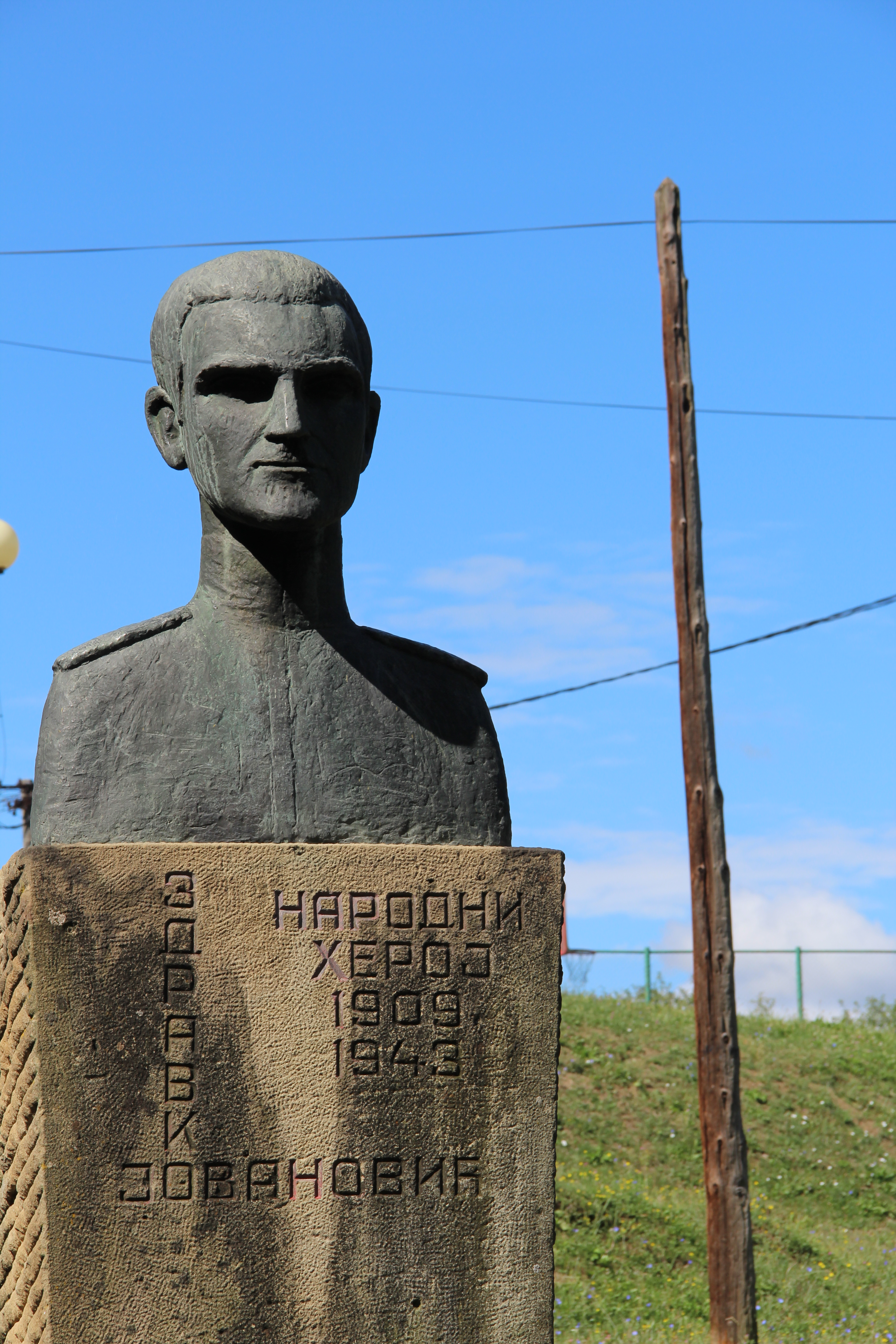
Denkmal für den Partisanen Zdravko Jovanović (Ein Werk von Vida Jocić)
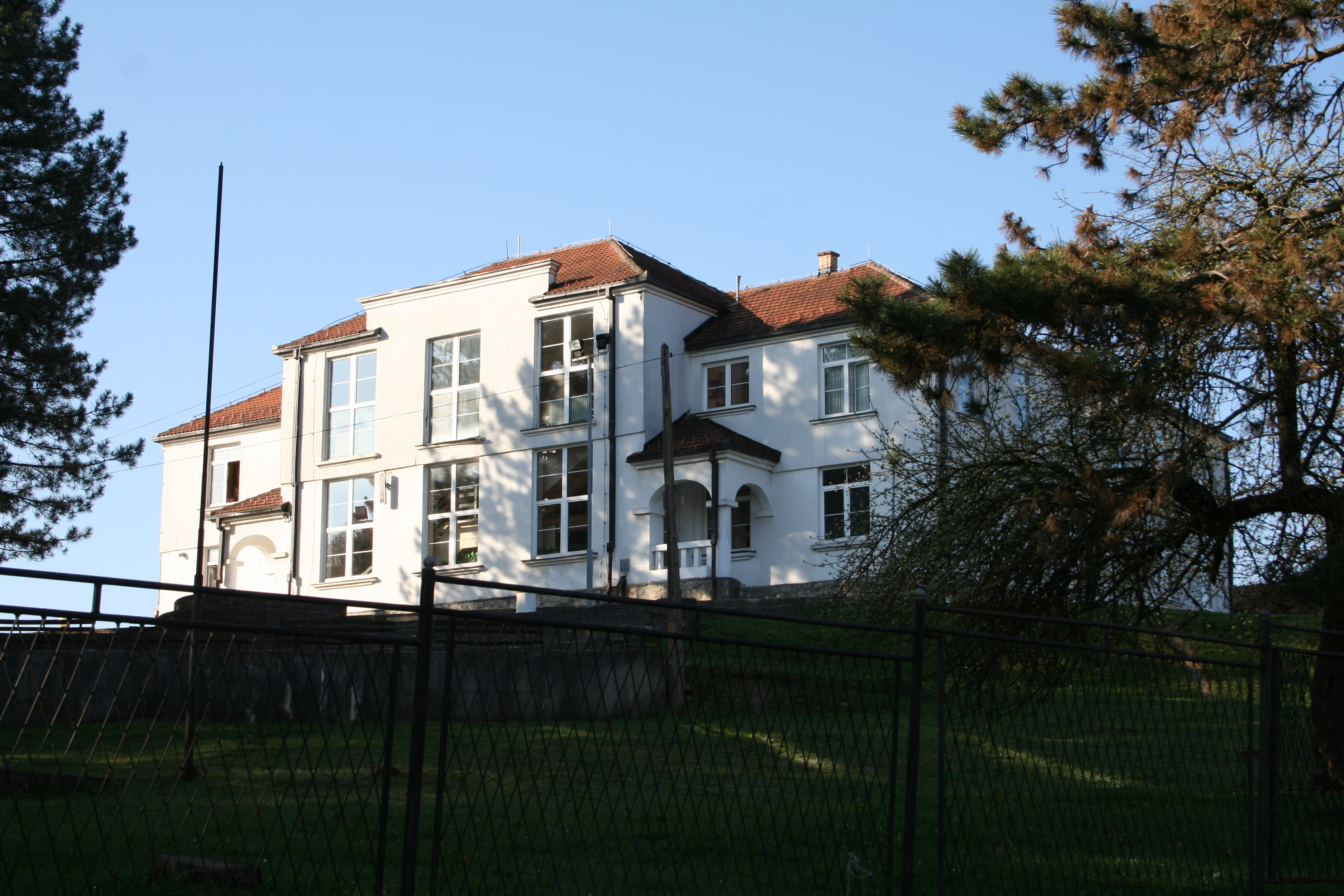
Die Grundschule Milovan Glišić des Dorfes

## Belege
- Infos zur Kirche auf der Seite der Eparchie Valjevo, (serbisch)
- Knjiga 9, Stanovništvo, uporedni pregled broja stanovnika 1948, 1953, 1961, 1971, 1981, 1991, 2002, podaci po naseljima, Republički zavod za statistiku, Beograd, maj 2004, ISBN 86-84433-14-9
- Knjiga 1, Stanovništvo, nacionalna ili etnička pripadnost, podaci po naseljima, Republički zavod za statistiku, Beograd, Februar 2003, ISBN 86-84433-00-9
- Knjiga 2, Stanovništvo, pol i starost, podaci po naseljima, Republički zavod za statistiku, Beograd, Februar 2003, ISBN 86-84433-01-7